# پپر پاتز
ویرجینیا «پپر» پاتز یک شخصیت خیالی و معشوقهٔ مرد آهنی در کتاب‌های کامیک منتشر شده توسط مارول کامیکس است. او اولین بار در داستان‌های ابرحواس شماره ۴۵ام (سپتامبر ۱۹۶۳) به وسیله استن لی و دان هک خلق شد. در سال ۲۰۰۷ به پروژه ابتکار پنجاه ایالت با اسم رمزی هرا ملحق شد و زمانی که تونی استارک یکی از زره‌های خود را به او بخشید، اسم رمزی خود را به نجات تغییر داد.
او در فیلم‌های مرد آهنی (۲۰۰۸)، مرد آهنی ۲ (۲۰۱۰)، انتقام جویان (۲۰۱۲)، مرد آهنی ۳ (۲۰۱۳)، مرد عنکبوتی: بازگشت به خانه (۲۰۱۷) و انتقام‌جویان: جنگ ابدیت (۲۰۱۸) با بازی گوئینت پالترو به نمایش درآمد.

## زندگی‌نامهٔ تخیلی شخصیت

### خاستگاه
پپر در اصل یک منشی بوده و کارش درست کردن خرابکاری‌های به وجود آمده به دست تونی استارک است. او شیفته تونی استارک است و به اظهار علاقهٔ هپی هوگان، راننده و دستیار شخصی استارک، با جوابی آتشین پاسخ می‌دهد. او، تقریباً به محض اولین حضور، با استارک همراه می‌شود و داخل مثلث عشقی بین استارک و هوگان قرار می‌گیرد. پپر برای مدتی به مرد آهنی علاقه زیادی داشت اما نمی‌دانست مرد آهنی و تونی استارک یک نفر هستند. نهایتاً عاشق هوگان شده و با او ازدواج می‌کند. هر چند رابطهٔ آن‌ها خالی از مشکلات نیست.

پپر پاتز و هپی هوگان

پپر و هپی نهایتاً شرکت استارک را ترک می‌کنند و برای زندگی ابتدا به کوه‌های راکی و سپس به کلیولند سفر می‌کنند؛ از آنجایی که بچه دار نمی‌شوند، همان‌جا یک کودک را به فرزند خواندگی قبول می‌کنند و برای مدتی از داستان مرد آهنی خارج می‌شوند. بعد از گروگان گرقته شدن پپر توسط عوبادیا استین (رقیب کاری استارک)، پپر به استارک می‌گوید تا از زندگی آنها خارج شود. پپر و هپی به زودی طلاق می‌گیرند چرا که پپر هنوز با دوست پسر زمان کالجش رابطه داشت. بعد از اینکه استارک از دنیای تولد دوباره قهرمانان بازمی‌گردد، هپی و پپر باری دیگر به او در کمپانی راه حل‌های استارک می‌پیوندند و به شخصیت‌های هسته‌ای داستان تبدیل می‌شوند. بعد از مدتی، دوباره رابطه‌ای بین پپر و هپی ایجاد می‌شود و تصمیم می‌گیرند کودک دیگری را نیز به فرزند خواندگی بگیرند. استارک به پپر دستگاهی کنترل از راه دوری را می‌سپارد که می‌تواند او را خاموش کند. اما پپر شکنجه شده و دستگاه را از دست می‌دهد. این شکنجه و زخم‌های آن باعث سقط جنین پپر می‌شود. مرد آهنی موفق می‌شود تا دستگاه را پیدا کند اما به خاطر به خطر انداختن پپر، احساس گناه می‌کند. بعد از اینکه هپی جراحت‌های شدیدی در مبارزه با ارباب جاسوس برمی‌دارد، پپر به تونی التماس می‌کند تا تجهیزات پزشکی را از او قطع کند. تونی این کار را انجام می‌دهد و هپی می‌میرد.

### فرمان
بعد از ماجرای جنگ داخلی ابرقهرمانان، پپر به عنوان یک از اعضای فرمان به طرح ابتکار پنجاه ایالت، یک پروژه دولتی که در کالیفرنیا اجرا می‌شود، می‌پیوندد. او با الهام از اله یونانی هرا اسم رمزی هرا را برای خود برمی‌گزیند و با کمک سخت‌افزار و لوازم‌های کامپیوتری پیشرفته، مأموریت‌های ابرقهرمانان را نظارت و هماهنگی می‌کند. با حل شدن فرمان، استارک به پپر شغلی را در پروژه‌ای مخصوص در شرکت استارک پیشنهاد می‌دهد و او این شغل را قبول می‌کند.

### مرد آهنی شکست ناپذیر
پپر پاتز فعالیت خود را به عنوان منشی شخصی تونی استارک ادامه می‌دهد. وقتی که ازیکیل استین (پسر استین) باعث انفجاری در مهمانی به میزبانی استارک در تایپه می‌شود، پپر در زیر خرابه‌ها گیر می‌کند و به وسیله گوله‌ای مجروح می‌شود. به خاطر صدمات شدید داخلی، او ضعیف تر از آنی است تا بتواند در یک جراحی زنده بماند به همین خاطر تونی آهنربایی قوی (شبیه به آرک خودش) را داخل سینه اس کار می‌گذارد و پپر را به یک سایبورگ متکی به رآکتور تبدیل می‌کند. حالا او مجبور است برای زنده ماندن همیشه به رآکتور، همان‌طور که زمانی استارک به آرک نیاز داشت، نیاز داشته باشد.
صدمات و جراحت‌های پپر بهبود می‌یابد اما معلوم نیست که آیا با قطع کردن آهنربا زنده می‌ماند یا خیر. قابلیت‌های فیزیکی پپر به خاطر این آهنربا افزایش پیدا می‌کند، باعث می‌شود ترس از دست دادن انسانیت و تبدیل شدن به یک سلاح را داشته باشد. تونی به پپر می گیود که تجهزت او بر اساس تکنولوژی‌های استارک و بر پایهٔ نظامی نیست بلکه به دست دنی رند به منظور ایجاد یک باتری جدید ساخته شده‌است. با شنیدن این موضوع، خیال پپر راحت شده و شروع به کشف توانایی‌های جدیدش مانند پرواز بر روی خطوط مغناطیسی مانند یک بادپر می‌کند.

پپر پاتز به عنوان نجات

زمانی که استارک به خاطر حمله اسکرولها مورد سرزنش قرار می‌گیرد، شیلد که توسط نورمن آزبورن فرماندهی می‌شود، به همر تغییر داده شده و تونی استارک، ماریا هیل و تمام کارمندان شیلد از آن اخراج می‌شوند. تونی متوجه می‌شود آزبورن به دنبال هویت محرمانهٔ قهرمانان است، بنابراین تصمیم می‌گیرد تا با ماریا هیل مخفی شود و تمام اطلاعات را، حتی از روی مغز خود، از بین ببرد. تونی، پپر را به عنوان مدیر عامل جدید شرکت استارک منصوب می‌کند و تنها به او برای تعطیل کردن شرکت در مواقع ضروری اعتماد می‌کند. پپر اتاقی مخفی در دفتر استارک پیدا می‌کند که استارک در آن زرهی مخصوص برای او ساخته و نگهداری می‌کند. زمانی که آزبورن دستور دستگیری استارک را صادر می‌کند و تیمی را عازم می‌کند تا تمام امکانات شرکت استارک را ضبط کند، پپر زره را می‌پوشد و از شرکت قبل از آنکه دستگیر شود، فرار می‌کند.
زمانی که پپر در حال تمرین با زره جدیدش بود، به کمک یک شبیه‌ساز هوش مصنوعی از روی ادوین جارویس از یک زمین لرزه بزرگ با خبر شده و گروهی از دانش آموزان را قبل از تخریب مدرسه بر روی آنها نجات می‌دهد. این کار باعث شناسایی شدندش به وسیله همر می‌شود؛ آزبورن فرمان شلیک به یک جت تجاری بزرگ در آن حوالی را می‌دهد تا ببیند این زره جدید از چه امکاناتی برخوردار است. پپر با موفقیت جت را نجات می‌دهد اما زمانی که آن را به فرودگاه می‌آورد، توسط مأموران همر دستگیر می‌شود. در زمان بازجویی او توسط آزبورن، پپر مدعی می‌شود که تمام اجراء زره‌اش قانونی هستند و خصوصیت طراحی اش برای همه قابل دسترسی است. او همچنین اصرار دارد که نمی‌داند استارک کجا به سر می‌برد. با این که آزبورن پپر را تهدید می‌کند اگر در کارهای استارک همکاری کند تمام آشنایانش را به زندان می‌فرستد. بعد از این که پپر آزاد می‌شود خود شروع به گشتن بدنبال استارک می‌کند.
در حین ملاقات با دکتری که آهنربا را در سینه‌اش کاشته‌است، جارویس به پپر خبر می‌دهد که سیلوای منفجر شده‌است و قربانیان «درخواست نجات سریع» کرده‌اند، این موضوع باعث می‌شود تا پپر نام «نجات» را برای خود انتخاب کند. بعد از کمک کردن به قربانیان، به روسیه سفر می‌کند و تونی را پیدا می‌کند. وضعیت ذهنی تونی بخاطر شست‌وشوی حافظه‌اش خوب نیست و نمی‌تواند زرهی را که برای پپر ساخته‌است را بشناسد؛ به همین خاطر به او حمله می‌کند زیرا فکر می‌کند پپر یکی از فرستادگان آزبورن است.
نهایتاً تونی پپر را به یاد می‌آورد و حمله‌اش را متوقف می‌کند. به یکدیگر ملحق می‌شوند و همخوابگی می‌کنند، اما بدست بانو ماسکدار دستگیر می‌شوند تا به آزبورن تحویل داده شوند. تونی اعتراف می‌کند که زمانی عاشق ماسکدار بوده، اما زمانی که وقت انتخاب کردن فرا می‌رسد، پپر را انتخاب می‌کند. زره نجات که توسط جارویس کنترل می‌شود، جلوی ماسکدار قرار گرفته و برای فرار تونی فرستی ایجاد می‌کند. تونی به افغانستان فرار می‌کند و پپر و ماسکدار با هم مبارزه می‌کنند.
بعد از شکست دادن ماسکدار، زمانی که زره نجات به آزبورن به عنوان غنایم جنگی نشان داده می‌شد، پپر به عنوان یک مأمور به همر نفوذ می‌کند. او ماریا هیل و بیوه سیاه را از برج انتقام‌جویان نجات می‌دهد؛ در این زمان زره نجات ویروسی را در پردازنده مرکزی همر بارگذاری کرده و کنترل انبار زره‌های هلی کریر را به دست می‌گیرد. آنها هارد درایوی را که قرار بود استارک به هیل بدهد را پس می‌گیرند و به دست کاپیتان آمریکا می‌رسانند. برای «راه اندازی دوباره» تونی (که دچار مرگ مغزی شده‌است)، پپر آهنربای داخل سینه‌اش را جدا کرده و داخل سینهٔ او می‌کارد.
استارک برای بازگردانی حافظه‌اش از بک آپی که یک سال پیش از ذهنش ایجاد کرده بود استفاده می‌کند؛ این به این معنی است که او هیچ چیز از جنگ داخلی ابرقهرمانان و ماجراهای بعدش به یاد نمی‌آورد. همچنین چیزی از عشقبازیش با پپر به یاد ندارد. پپر از انتقال آهنربا زنده می‌ماند اما به یک رآکتور شبیه به مال استارک نیاز پیدا می‌کند. تونی بعد از بهبود به عنوان تشکر زره نجات جدیدی به همراه جارویس به پپر هدیه می‌کند.
زمانی که جاستین همر و دخترش ساشا همر از زره ساخته شده به دست خودشان به نام آهن دیترویت برای حمله به استارک ارتجاع (شرکت جدید استارک) استفاده می‌کنند، پپر زره نجات را می‌پوشد به ماشین جنگ می‌پیوندد تا به تونی کمک کند. آهن دیترویت و هواپیماهای بدون سرنشینی که همر فرستاده‌اند از منبع انرژی شبیه به مال نجات و ماشین جنگی می‌شوند؛ آنها مجبور می‌شوند میدان مغناطیسی ایجاد کنند تا آهن دیترویت را از کار بیندازند اما این کار باعث تجربه نزدیک به مرگ برای پپر می‌شود. در این حال جارویس با تغییر شکل به صورت هپی هوگان، به او اخطاری مرموز در مورد آینده‌اش می‌دهد.
در نگاهٔ به ۴۱ سال بعد آخرالزمانی که ماندرین قدرت را به دست گرفته‌است نشان داده می‌شود. تونی استارک مسن به کمک پسرش هاوارد استارک و نوه‌اش جینی ساتارک ماندرین را شکست می‌دهند اما در این راه تونی و هاوارد کشته می‌شوند. در آخر داستان، جینی اجساد پدر و پدربزرگش را کنار قبری به خاک می‌سپارد که بر رویش نام «ویرجینیا پاتز استارک» نقش بسته‌است. همچنین سن هاوارد ۴۱ سال بیان شد؛ بدین معنی که او باید تا سال آینده به دنیا آید.

## توانایی‌ها و قدرت‌ها
تکنولوژی سایبرنتیکی که درون سینه‌اش کاشته شده‌است، تغییرات فیزیکی در پاتز ایجاد کرده‌است. از این تغییرات می‌توان به افزایش پیدا کردن متابولیزم بدنش، قویتر شدندش، بهبود بینایش (قبلاً عینک داشت)، کاهش زمان واکنشش و افزایش ۲۵ نمره‌ای آی کیوی او اشاره کرد. همچنین الکترومگنتی موجود در این تکنولوژی باعث شده‌است تا او بتواند میدان مغناطیسی در اطراف خود ایجاد کرده، اشیاء فلزی را تکان داده و حتی جلوی گلوله را نیز بگیرد.
زره پپر، زره شماره ۱۶۱۶، بسیار شبیه به زره استارک بوده و می‌تواند پرواز کند. همچنین بر اساس بیولوژی و تجهیزات سایبنتیک خودش طراحی شده و نسخه‌ای از جارویس بر روی آن نصب است. اما به خاطر احترام به درخواست‌های او مبنی بر تبدیل نشدنش به یک اسلحه، زره هیچ گونه سلاح کشتار ندارد و تنها برای «نجات و بهبودی» طراحی شده‌است.

## در دیگر رسانه‌ها

### تلویزیون
- پپر پاتز در بخش مرد آهنی شکست ناپذیر از سریال کارتونی ابرقهرمانان مارول با صدای پگ دیکسون حضور داشت.
- پپر پاتز در سریال کارتونی مرد آهنی: ماجراجویی با زره با صدای آنا کامر حضور داشت.
- پپر پاتز در سریال کارتونی انتقام جویان: قویترین قهرمانان زمین با صدای داون اولیویر حضور داشت.[۱۶]
- پپر پاتز در سریال کارتونی انیمه مارول: مرد آهنی با صدای هیروه اوکا (به ژاپنی) و سیندی رابینسون (به انگلیسی) حضور داشت.

### سینما
- در انیمیشن انتقام جویان نهایی ۲ سال ۲۰۰۶ به پپر پاتز اشاره شد.
- پپر پاتز در سال ۲۰۰۷ در انیمیشن مرد آهنی شکست ناپذیر با صدای الیسا گابرئلی و با لهجه انگلیسی حضور داشت.
- پپر پاتز در سال ۲۰۰۸ در فیلم سینمایی مرد آهنی به بازیگری گوینث پالترو حضور داشت.
- پپر پاتز در سال ۲۰۱۰ در فیلم سینمایی مرد آهنی ۲ به بازیگری گوینث پالترو حضور داشت.
- پپر پاتز در سال ۲۰۱۲ در فیلم سینمایی انتقام جویان به بازیگری گوینث پالترو حضور داشت.
- پالترو باری دیگر در سال ۲۰۱۳ نقش پاتز را در فیلم سینمایی مرد آهنی ۳ برعهده گرفت.
- در سال ۲۰۱۷، گوئینت پالترو دوباره نقش پپر پاتز را در فیلم مرد عنکبوتی: بازگشت به خانه بازی کرد.
- در سال ۲۰۱۸ پالترو دوباره نقش پیر پاتز را در فیلم انتقام جویان: پایان بازی بازی کرد.